# Magnus al IV-lea Norvegiei
Magnus Sigurdsson (n. 1115, Norvegia – d. 12 noiembrie 1139, Hvaler, Østfold, Norvegia), cunoscut și cu numele de Magnus cel Orb, a fost regele Norvegiei din 1130 până în 1135 și din nou din 1137 până în 1139. Perioada sa ca rege a marcat începutul războiului civil în Norvegia, care a durat până în 1240.
Magnus a fost fiul regelui Sigurd I al Norvegiei și a soției sale, Borghild Olavsdotter. Când regele Sigurd a murit în 1130, Magnus a devenit rege al Norvegiei, împreună cu unchiul său, Harald Gille. După patru ani de pace neliniștită, Magnus a început să se pregătească în mod deschid de război împotriva lui Harald Gille. Pe 9 august 1134, el l-a învins pe Harald Gille în bătălia decisivă de la Färlev aproape Färlev în Stångenäs. Harald a fugit în Danemarca.
Împotriva sflaturilor consilierilor săi, Magnus și-a desființat armata și s-a deplasat în Bergen să-și petreacă iarna acolo. Harald s-a întors în Norvegia cu o nouă armată și cu sprijinul regelui danez Erik Emune. Întâlnind o opoziție mică, el a ajuns la Bergen înainte de Crăciun. Magnus a avut câțiva oameni, iar orașul a căzut cu ușurință în mâinile armatei lui Harald pe 7 ianuarie 1135. Magnus a fost capturat și detronat. El a fost orbit, castrat și i s-a tăiat un picior.
Magnus a fost dus în Abația Nidarholm din Insula Munkholmen în Trondheimfjord, unde a petrecut ceva timp ca un călugar. Harald Gille a fost ucis în 1136 de către Sigurd Slembe, un alt pretendent regal, care s-a proclamat rege în 1135. Pentru a-și asigura pretențiile sale, Sigurd l-a adus pe Magnus înapoi de la mănăstire și l-a făcut co-guvernator. Ei au decis să își împartă forțele iar Magnus a condus estul Norvegiei, acolo unde a avut cel mai mare sprijin. Acolo, el a fost învins în bătălia de la Minne de către forțele regelui Inge I, apoi a fugit la Götalands și, ulterior, în Danemarca, unde a încercat să obțină sprijin pentru cauza lui. O tentativă de invazie a Norvegiei de către regele Erik Emune de Danemarca a eșuat lamentabil.
Magnus a revenit apoi la oamenii lui Sigurd Slembe, însă ei continuau să aibă srijin redus în Norvegia. După ceva timp petrecut mai mult ca bandiți decât ca regi, s-au întâlnit cu forțele regelui Inge I pe 12 noiembrie 1139. Magnus a căzut în timpul bătăliei navale de la Holmengrå în sud de Hvaler în Oslofjord. Paznicul loial Reidar Grjotgardsson l-a ridicat pe rege în bătălia finală, dar o suliță i-a străpuns pe amândoi. Magnus a fost înmormântat în Biserica Sf. Hallvard în Oslo.